# Giuse Trần Mạnh Cường
Giuse Trần Mạnh Cường (1938-2021) là một Linh mục Công giáo người Việt Nam. Ông cũng là một Đại biểu Quốc hội Việt Nam khóa XIII, thuộc đoàn đại biểu Đắc Lắk.

## Thân thế cuộc đời
Ông sinh ngày 25 tháng 10 năm 1938 tại Giáo xứ Thọ Ninh, xã Đức Minh, huyện Đức Thọ, tỉnh Hà Tĩnh. Chú ruột ông là Linh mục Trần Hanh và người anh trai là Linh mục Phêrô Trần Anh Kim (1921-1989), đều có những ảnh hưởng quan trọng đến cuộc đời tu hành của ông sau này.
Năm 1951, ông vào học ở Tiểu Chủng viện Xuân Phong (giáo phận Vinh), tuy nhiên đến năm 1954, ông cùng gia đình di cư vào Nam và sinh sống tại Sài Gòn. Ông tiếp tục sự nghiệp học hành, đỗ Cử nhân Triết tại Đại học Văn khoa Sài Gòn và vẫn tiếp tục con đường tu trì. Từ năm 1961-1969, ông tu học tại Đại Chủng Viện Xuân Bích Huế. Ngày 28 tháng 05 năm 1969, ông được thụ phong linh mục tại Đà Nẵng.
Sau khi thụ phong linh mục, ông được cử đi dạy học tại trường Hưng Đức. Từ năm 1970-1972, làm phó xứ Vinh Đức (Hà Lan A). Từ năm 1972-1975, làm Tuyên úy quân đội tại Đắk Nông. Từ năm 1975-1990, ông đi học tập cải tạo. Từ năm 1990 - 1997, chánh xứ Đức Hạnh, tỉnh Đắk Nông. Từ năm 1997-2009, chánh xứ Duy Hòa. Từ năm 2009 đến năm 2018, ông là linh mục chánh xứ Giáo xứ Đoàn Kết (Giáo phận Ban Mê Thuột), và là Chủ tịch Ủy ban Đoàn kết Công giáo tỉnh Đắk Lắk, Đại biểu Quốc hội khóa XII, Ủy viên Ủy ban Các vấn đề Xã hội của Quốc hội, Ủy viên Ủy ban Trung ương Mặt trận Tổ quốc Việt Nam. Từ năm 2018 đến năm 2021, ông nghỉ hưu tại Tòa Giám Mục Ban Mê Thuột.
Ông qua đời lúc 08 giờ 45 phút, Thứ Hai, ngày 31 tháng 05 năm 2021 tại Tòa Giám Mục Ban Mê Thuột, hưởng thọ 83 tuổi với 52 năm linh mục. Lễ an táng được cử hành lúc 08 giờ 00, Thứ Tư, ngày 02 tháng 06 năm 2021 tại Nhà nguyện Tòa Giám Mục Ban Mê Thuột do Đức Giám Mục Vinh Sơn Nguyễn Văn Bản chủ tế. An táng tại Nghĩa trang Giáo xứ Thánh Tâm Ban Mê Thuột.